# Turów (Mazovie)
Pour les articles homonymes, voir Turów.

Turów (prononciation : [ˈturuf]) est un village polonais de la gmina de Wołomin dans le powiat de Wołomin de la voïvodie de Mazovie dans le centre-est de la Pologne.
Il est situé à environ 5 kilomètres au sud-ouest de Wołomin (siège de la gmina) et 18 kilomètres au nord-est de Varsovie (capitale de la Pologne).

## Histoire
De 1975 à 1998, le village appartenait administrativement à la voïvodie de Varsovie.